# Constant Girard
Constant Girard, né à La Chaux-de-Fonds en 1825 et mort dans la même ville en 1903, est un horloger suisse qui a marqué son époque par ses développements sur les systèmes d’échappements, et en particulier celui à tourbillon. Sa montre la plus connue, le « Tourbillon sous trois Ponts d’or », est toujours fabriquée de nos jours dans des versions modernes par l’héritière de son activité, la Manufacture horlogère suisse Girard-Perregaux.

## Biographie
C’est par un apprentissage auprès d’un horloger de La Sagne, dans les montagnes neuchâteloises (Suisse), que la carrière de Constant Girard débute, né Othenin-Girard. En 1845, il s’associe avec l’horloger C. Robert. Dès 1852, il exerce sa profession sous le nom de « Girard & Cie », aux côtés de son frère aîné Numa.
Il épouse en 1854 Marie Perregaux (1831-1912), issue d’une famille d’horlogers, et tous deux fondent à La Chaux-de-Fonds la manufacture horlogère qui porte de nos jours encore leurs patronymes réunis : Girard-Perregaux. Ses affaires se développent rapidement, jusqu’en Amérique et au Japon. 
Constant Girard-Perregaux prend également une part active à la vie sociale, politique et économique de La Chaux-de-Fonds, dont il fera partie des autorités. Il décède en 1903. Son entreprise horlogère poursuit ses activités, encore aujourd’hui : il s’agit de la manufacture Girard-Perregaux, à La Chaux-de-Fonds.

## Le Tourbillon sous trois Ponts d’or

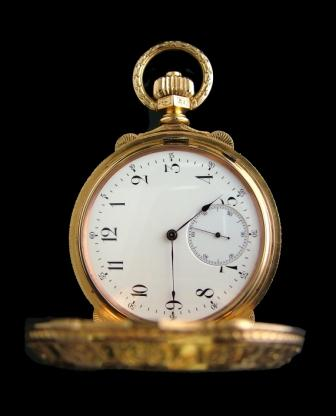
La Esmeralda, tourbillon sous trois ponts d'or, médaille d'or à l'exposition universelle de Paris 1889

Constant Girard consacre de longues années à étudier et réaliser divers systèmes d’échappements et en particulier celui à tourbillon. Inventé au tout début du XIXe siècle, le tourbillon  permet de compenser les écarts de marche d’une montre dus à la gravité terrestre dans les positions verticales, grâce à une cage mobile qui porte l’organe réglant. 
Constant Girard intègre ce dispositif dans une architecture nouvelle : les trois ponts maintenant les pièces du mouvement sont redessinés en forme de flèches et disposés en parallèle. Le mouvement n’est plus seulement un élément technique et fonctionnel, mais aussi un élément de design à part entière. Avec un design breveté en 1884, son Tourbillon sous trois Ponts d’or est couronné d’une médaille d’or à l’Exposition Universelle de Paris en 1889.

## Autres réalisations
Constant Girard s’intéresse également à la chronométrie et s’illustre par ses montres chronomètres. L’un d’entre eux obtient pendant 17 ans le record de précision attribué par l’observatoire de Neuchâtel. Les réalisations de Girard-Perregaux sont récompensées par plusieurs médailles d’or et diplômes lors d’expositions en Europe et en Amérique.
Constant Girard excelle également dans les montres dites « compliquées » : il fabrique des montres à répétition minutes, des montres double-face avec indication des faces de lune. Il miniaturise les mouvements pour intégrer ses montres dans des bijoux-pendentifs.
Il sait également innover. À la suite d'une commande de l’empereur d’Allemagne Guillaume Ier, il réalise la première fabrication en série de montres-bracelets : 2 000 pièces destinées aux officiers de la marine allemande.
Certaines de ses créations sont exposées au musée Girard-Perregaux à La Chaux-de-Fonds.

### Sources
- François Chaille, Girard-Perregaux, Paris, Flammarion, 2004, 218 p. (ISBN 978-2-08-011069-5, BNF 40088857)
- Site de la Fondation de la Haute Horlogerie
- Fonds Constant Othenin-Girard (1847-1900) [0,01 ml].  Cote : COTH. Bibliothèque publique et universitaire de Neuchâtel (présentation en ligne).